# Manuel Moreno
Ne doit pas être confondu avec Nahuel Moreno.
Pour les articles homonymes, voir Moreno.
Manuel Moreno (Buenos Aires, Vice-royauté du Río de la Plata, 1782 – id., Argentine, 1857), était un homme politique, un diplomate et un scientifique argentin. Frère cadet de Mariano Moreno, il fut l’un des fondateurs du Parti fédéraliste dans la province de Buenos Aires.

## Biographie
Lors des invasions anglaises, il combattit au sein des milices de sa ville natale. Il devint ensuite employé au Consulat de commerce.
Ayant appuyé la révolution de Mai de 1810, il exerça par la suite des fonctions mineures sous l’autorité de la Première Junte. En 1811, il accompagna son frère aîné Mariano dans la mission diplomatique que celui-ci avait été chargé d’accomplir en Grande-Bretagne. Mariano Moreno cependant mourut au cours du voyage, en haute mer, des suites d'une surdose de médicaments administrée, fort probablement par mégarde, par le capitaine du navire. Arrivé à Londres, dépourvu de mission claire, Manuel Moreno mit à profit le temps libre pour étudier et rédiger son Vida y Memorias de Mariano Moreno, ouvrage dans lequel il accusa Cornelio Saavedra d’avoir fait empoisonner son frère. Dans le même temps, il adhéra à la loge londonienne.
Revenu à Buenos Aires en 1812, et devenu membre de la loge lautarienne, il fut nommé secrétaire du second triumvirat, nouvel exécutif notoirement dominé par ladite loge. Lors des sessions de l’assemblée de l'an XIII, il défendit fermement, par voie de presse, la forme républicaine de gouvernement. Son unique allié connu était Vicente Pazos Kanki.
Plus tard, il rallia le Parti populaire, dirigé par Pedro José Agrelo et Manuel Dorrego, qui s’opposait au Directeur suprême Juan Martín de Pueyrredón. Il fut expulsé en février 1817, en compagnie d’Agrelo et de Pazos, sur ordre du même Pueyrredón, et alla rejoindre Dorrego, proscrit dès l’année précédente, à Baltimore, où il s’employa à propager dans la presse locale ses critiques contre Pueyrredón, tandis qu'il se familiarisait avec le système politique fédéral. Parallèlement, il entreprit des études médicales et obtint son doctorat en médecine à l’université du Maryland.

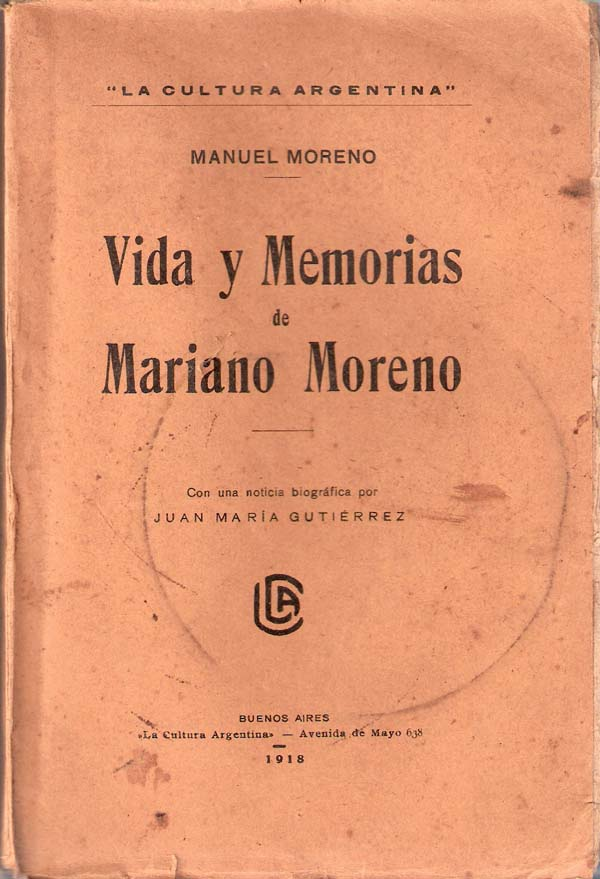
Édition de 1918 de l’ouvrage de Manuel Moreno Vida y memorias de Mariano Moreno.

En 1821, de retour à Buenos Aires, il fut aussitôt élu législateur provincial pour le parti fédéraliste. S’il fit homologuer son titre de docteur en médecine par l’université de Buenos Aires, il n’exercera jamais la médecine. Il publia divers écrits de nature politique dans le journal El Argos de Buenos Aires, puis plus tard édita le journal La Abeja, à l’idéologie populaire et fédéraliste, dans lequel par ailleurs il critiqua avec véhémence l’enseignement universitaire de son pays. Un an après, il fut désigné directeur de la bibliothèque nationale d’Argentine, et devint membre, puis président, de l’Académie de médecine. Dans la revue qu’il éditait pour cette Académie, il s’attacha notamment à démontrer l’importance des associations scientifiques.
Il fonda la faculté de médecine de l’université de Buenos Aires et fut titulaire, à partir de 1823, de la chaire de chimie de cette université. Il sera ainsi le premier en Argentine à donner des cours publics dans cette discipline, circonstance qui lui vaudra le sobriquet de Don Óxido. Dans son laboratoire, il alluma quatre lampes à gaz, chose alors inédite dans son pays.
Il s’opposa vigoureusement au gouvernement de Bernardino Rivadavia, et s’allia avec Dorrego pour diriger l’opposition. Après que celui-ci eut accédé, en août 1827, à la fonction de gouverneur de la province de Buenos Aires, il devint son ministre de gouvernement et des Affaires étrangères, et, par là même, de la Confédération argentine tout entière.
En 1828, il fut envoyé comme ambassadeur en Angleterre ― Tomás Guido le remplaçant alors au ministère ― et assuma cette charge tout au long de la mandature des gouverneurs Juan José Viamonte, Juan Manuel de Rosas, Juan Ramón Balcarce et Manuel Vicente Maza. Il défendit dans la presse britannique les droits de l’Argentine sur les îles Malouines, certes avec succès auprès des lecteurs, mais sans résultats pratiques.
En 1835, il fut muté aux États-Unis. Il informa Rosas de la découverte de gisements de charbon en Patagonie. À partir de 1838, il fut de nouveau ambassadeur à Londres.
Après la bataille de Caseros, laquelle entraîna la chute de Rosas, il rentra à Buenos Aires, mais s’abstint désormais de s’engager en politique. Dans les dernières années de son existence, il s’appliqua à organiser les archives diplomatiques, importante source d’information historique.

## Référence
- (es) Jorge Gelman, Raúl Fradkin, Doscientos años pensando la Revolución de Mayo, Buenos Aires, Sudamericana, 2010, 52, 53 (ISBN 978-950-07-3179-9)